# Torre Pisana (Enna)
La Torre Pisana è la torre principale tra le sei sopravvissute del medievale Castello di Lombardia, nella propaggine orientale di Enna, nonché la maggiore attrazione turistica della città.

## Storia
La Torre Pisana fu così chiamata perché i normanni l'avevano affidata in custodia a una guarnigione composta da loro alleati pisani. Durante la dominazione degli Arabi fu conosciuta con il nome di Torre delle Aquile per via dei rapaci provenienti dai vicini Monti Nebrodi che vi volteggiavano attorno. L'edificio svetta a oltre 970 m d'altitudine tra le cortine dell'imponente Castello di Lombardia.

## Descrizione
Di struttura in pietra viva, la torre è visibile dalle vallate sottostanti per decine di chilometri da tutte le direzioni, e si distingue per la merlatura guelfa di restauro.
La scala interna, che si addossa a una parete, è un suggestivo susseguirsi di gradini in pietra alti e possenti, che conducono alla sommità. Vi si aprono finestre a sesto acuto di rara fattura.